# Isabelle Aubret
Isabelle Aubret (Lille, 27. srpnja 1938.), francuska pjevačica. Predstavljala je Francusku na Pjesmi Eurovizije 1962. s pjesmom "Un premier amour", te pobijedila. Pjesmu je komponirao Claude-Henri Vic, a riječi je napisao Roland Stephane Valade. 1968. je ponovno predstavljala Francusku s pjesmom "La source", te završila 3. Pjesmu je komponirao Daniel Faure, riječi su napisali Henri Dijan i Guy Bonnet.